# 오잠
오잠(吳潛, 1259년~1336년)은 고려의 문신이다. 본관은 동복(同福)이며, 아버지는 찬성사(贊成事) 오선(吳璿)이다. 초명은 오기(吳祁), 자는 흥우(興雨), 호는 동헌(東軒)이다. 고려 충혜왕, 공민왕의 어머니이며, 충숙왕비(공원왕후)인 명덕태후의 매부(고종사촌)이다.

## 생애
고려 충렬왕 때 과거에 급제한 후 승지(承旨), 지신사(知申事), 지밀직사사(知密直司事), 감찰대부(監察大夫) 등을 거쳐 지도첨의사사(知都僉議司事)를 역임하였다.
고려 충선왕 때 예문관대제학(藝文館大提學)이 되었고, 1313년(충숙왕 즉위년)에는 첨의평리(僉議評理)·상의회의도감사(商議會議都監事)를 지냈으며, 1314년 삼사사(三司使)가 되었다.
벼슬은 1320년(충숙왕 7년) 첨의찬성사(僉議贊成事)에 오르고, 구성군(龜城君)에 봉해졌다. 시호는 문제(文齊)이다.